# برترند میر
برترند میر (به فرانسوی: Bertrand Meyer) (متولد ۱۹۵۰) یک استاد دانشگاه، نویسنده و مشاور زبان‌های کامپیوتری فرانسوی است. وی زبان برنامه‌نویسی ایفل و ایدهٔ طراحی توسط قرارداد می‌باشد.

## آموزش و شغل آکادمیک
برترند میر مدرکی معادل کارشناسی در رشتهٔ مهندسی از مدرسه پلی‌تکنیک پاریس، یک مدرک کارشناسی ارشد از دانشگاه استنفورد آمریکا و یک دکترا از دانشگاه نانسی واقع در نانسی فرانسه را دارد. وی ۹ سال شغل فنی و مدیریتی الکتریسیته دو فرانس داشته و سه سال عضو هیئت علمی دانشگاه کالیفرنیا، سانتا باربارا بود.
از اکتبر ۲۰۰۱ وی استاد مهندسی نرم‌افزار انستیتو تکنولوژی فدرال (ای‌تی‌اچ) زوریخ بوده و در آنجا بر روی ساخت اجزای قابل‌اعتماد (عناصر قابل بازیافت نرم‌افزار) با ضمانت کیفیتی تحقیق می‌کند.
از دیگر فعالیت‌های او می‌توان به استادیاری در دانشگاه موناش ملبورن، استرالیا (۲۰۰۳–۱۹۹۸) و عضویت در آکادمی تکنولوژی فرانسه اشاره کرد. میر همچنین به عنوان یک مشاور (طراحی سیستم‌های شی‌گرا، بررسی‌های معماری، ارزیابی تکنولوژی)، مربی تکنولوژی شی و دیگر موضوعات نرم‌افزاری، و سخنران فعالیت می‌کند. به عنوان رئیس سابق دپارتمان علوم کامپیوتر ای‌تی‌اچ، او یکی از بنیانگذاران و رئیس فعلی انجمن انفورماتیک اروپا می‌باشد.

## زبان‌های کامپیوتری
میر به دنبال زبان‌های کامپیوتری ساده، زیبا و کاربرپسند بوده و یکی از اولین و بزرگترین حامیان برنامه‌نویسی شیءگرا (دابل‌اوپی) می‌باشد. کتاب اجزای نرم‌افزار شی‌گرای  او به عنوان بهترین کتابی که دابل‌اوپی را معرفی می‌کند، شناخته شده‌است. او همچنین کتاب‌های دیگری را چون ایفل: زبان  (توضیحی بر زبان برنامه‌نویسی ایفل)، موفقیت شی  (بحثی بر تکنولوژی شی برای مدیران)، نرم‌افزار قابل بازیافت  (بحثی بر استفادهٔ مجدد مسائل و راه‌کارها)، مقدمه‌ای بر تئوری زبان‌های برنامه‌نویسی  و اثر کلاس  را تألیف کرده‌است. میر مقالات و سخنرانی‌های بیشماری را آماده کرده‌است.
او اولین طراح روش و زبان ایفل بوده و همکاری‌اش را در طول تمام تکامل آن ادامه داده است. وی همچنین ایده‌پرداز اصلی روش توسعهٔ طراحی توسط قرارداد می‌باشد.
تجربهٔ میر در تکنولوژی شی به کمک زبان سیمولا و همینطور همکاری‌اش بر روی نوع داده انتزاعی و مشخصات رسمی (از جمله نماد زد) پیش زمینه را برای ایجاد ایفل آماده کرد. ایفل در دیگر زبان‌های برنامه‌نویسی چون جاوا، سی‌شارپ و پایتون نفوذ کرده‌است.

## جوایز
در سال ۲۰۰۵، میر برندهٔ اولین جایزهٔ ارشد آتیو دال-نیگارد شد. این جایزه که به افتخار دو دانشمند تکنولوژی شی، اوله-یوهان دال و کریستین نیگارد، نامگذاری شده‌است، سالانه به محققان ارشد و اصغری که در رشتهٔ تکنولوژی شی فعالیت داشته‌اند، اهدا می‌شود.
در سال ۲۰۰۶، وی دکترای افتخاری دانشگاه ایالتی فناوری اطلاعات، مکانیک و اپتیک سن پترزبورگ را دریافت کرد.
در ۹ ژوئن ۲۰۰۷، میر جایزهٔ سیستم نرم‌افزاری انجمن ماشین‌های حسابگر(ای‌سی‌ام) را برای "اثرگذاری بر کیفیت نرم‌افزار" به خاطر طراحی زبان برنامه‌نویسی ایفل دریافت کرد. او از سال ۲۰۰۸ در ای‌سی‌ام پیرو است.